# Крестон (Охајо)
Крестон (енгл. Creston) град је у америчкој савезној држави Охајо.

## Демографија
По попису из 2010. године број становника је 2.171, што је 10 (0,5%) становника више него 2000. године.
| Група             | 2000.         | 2010.         |
| Белци             | 2.130 (98,6%) | 2.090 (96,3%) |
| Афроамериканци    | 6 (0,3%)      | 9 (0,4%)      |
| Азијати           | 1 (0,0%)      | 16 (0,7%)     |
| Хиспаноамериканци | 4 (0,2%)      | 21 (1,0%)     |
| Укупно            | 2.161         | 2.171         |